# Mikołaj Dobrzycki
Mikołaj Dobrzycki herbu Leszczyc (ur. 6 grudnia 1793 w Rumiejkach Szlacheckich k. Środy, zm. 5 maja 1848 pod Obornikami) – oficer, powstaniec.

## Życiorys
Urodził się 6 grudnia1793 w rodzinie Ignacego (zapewne urzędnika dominialnego w Rumiejkach) i Anny z domu Meyer. Wstąpił w 1806 do 3 pułku strzelców konnych. Był ranny dwukrotnie pod Gdańskiem, a w 1807 przeszedł w stopniu podoficerskim do 2 Pułku Piechoty Legii Nadwiślańskiej. Mianowany podporucznikiem w 1808. Uczestnik kampanii hiszpańskiej, w jej toku w 1809 został ranny i dostał się do niewoli angielskiej. Przebywał m.in. w Szkocji, a tam wstąpił do organizacji masońskiej. Powrócił do Królestwa Polskiego i służył w latach 1815–1817 w 6 pułku piechoty liniowej. Po uzyskaniu zwolnienia z wojska w porozumieniu z Walerianem Łukasińskim założył w Kaliszu filialną lożę Wolnomularstwa Narodowego. Po jej rozwiązaniu w 1820 kierował założoną przez Łukasińskiego kaliską gminą tajnego Towarzystwa Patriotycznego.
W 1822 został aresztowany i wyrokiem sądu wojennego został w 1824 skazany za „zbrodnię stanu” na 6 lat ciężkiego więzienia (jego obrońcą w trakcie procesu był Marceli Tarczewski). Obniżoną karę do lat 4, odbył w twierdzy zamojskiej. Dowódca kompanii 6 pułku piechoty liniowej w czasie powstania listopadowego. Pod Ostrołęką został ciężko ranny i dostał się do niewoli (podobno przebywał w Bobrujsku i Wiatce. Jako obcy poddany został z końcem 1833 zwolniony i przybył do Warszawy (postarał się tam o paszport konsula pruskiego). Przebywał w Wielkim Księstwie Poznańskim u swych krewnych Dobrzyckich w Chociszkach do 1848. Po wybuchu powstania 1848 mianowany został głównym organizatorem siły zbrojnej pow. obornickiego. Należąc do deputacji gwardii narodowej prowadził w czasie natarcia pruskiego na Środę pertraktacje z pułkownikiem H. Brandtem. Poległ 5 maja 1848 w czasie nieudanego ataku kosynierów na Oborniki. Został pochowany w Bąblinie.
Mikołaj Dobrzycki był autorem pamiętników, których fragmenty dotyczące przeżyć więziennych zostały opublikowane (Lwów 1875, Poznań 1886)